# Kara no Shōjo
Kara no Shōjo (Nhật: 殻ノ少女  lit. "Thiếu nữ trong vỏ trứng") là một trò chơi phiêu lưu/visual novel dành cho người lớn được phát triển bởi Innocent Grey dành cho hệ máy Windows. Trò chơi được phát hành tại Nhật Bản vào ngày 4 tháng 7, 2008, và được MangaGamer (với sự hỗ trợ của TLWiki) dành cho thị trường nói tiếng Anh vào 29 tháng 6, 2011. Shiravune thông báo rằng họ sẽ phát hành phiên bản HD Remaster của ba phiên bản bằng tiếng Anh và tiếng Trung dưới tựa đề "The Shell" với bản dịch độc nhất được thực hiện bởi MangaGamer.

## Lối chơi
Lối chơi của Kara no Shōjo chủ yếu xoay quanh việc đọc các đoạn hội thoại với các nhân vật khác nhau và đưa ra lựa chọn ảnh hưởng đến kết quả của trò chơi.
Tại một số thời điểm nhất định trong trò chơi, Reiji, nhân vật do người chơi điều khiển, được giao nhiệm vụ điều tra hiện trường vụ án. Trong khi điều tra, người chơi phải kiểm tra những manh mối có tại hiện trường để phát hiện ra chứng cứ và tùy thuộc vào chứng cứ được tìm thấy, diễn biến của trò chơi có thể thay đổi. Sau khi thu thập chứng cứ, người chơi phải liên kết chúng lại với nhau và suy luận, Reiji (người chơi) phải tìm ra câu trả lời hợp lý nhất từ những manh mối thu được trước đó và trả lời các câu hỏi về vụ án. Tuy nhiên, có thể người chơi không thu thập đủ chúng cứ trong quá trình điều tra trước đó và khiến cho việc suy luận bị sai sót; điều này lại ảnh hưởng đến kết thúc của trò chơi.
Trò chơi cũng có hệ thống bản đồ mà người chơi có thể lựa chọn các địa điểm khác nhau ở Tokyo và đến nơi đó. Tính năng này bị giới hạn số lượt mỗi ngày và chỉ có thể thực hiện trong một số ngày nhất định.

## Cốt truyện
Lấy bổi cảnh tại Nhật Bản sau Chiến tranh thế giới thứ hai vào năm 1956, câu chuyện của Kara no Shōjo xoay quanh Tokisaka Reiji (時坂玲人), một thám tử tư đang điều tra một vụ giết người hàng loạt kì lạ theo yêu cầu của đồng nghiệp cũ, đồng thời là bạn thân của anh, Uozumi Kyōzo (魚住夾三), thuộc lực lượng cảnh sát thủ đô Tokyo. Các vụ giết người khiến anh nhớ đến một vụ giết người liên hoàn khác xảy ra sáu năm trước khi mà hôn thê của Reiji bị hãm hại, điều này đã thôi thúc anh giải quyết vụ án này. Sau đó tại công viên, Reiji gặp một nữ sinh trung học của Học viện Nữ sinh Ouba có tên là Kuchiki Tōko (朽木冬子), cô đã nhờ anh tìm con người thật của cô ấy. Ban đầu Reiji không rõ ý của cô là gì nhưng sau đó anh phát hiện ra Tōko có một quá khứ phức tạp bất thường có thể liên quan đến các vụ án giết người hiện tại. Reiji nỗ lực giải quyết các vụ án giết người ngày càng tăng ở Tokyo; đồng thời dành thời gian để tìm hiểu Tōko và bạn bè cũng như những học sinh khác trong trường cô. Reiji cũng âm thầm điều tra những bí ẩn về quá khứ đen tối của cô nhằm làm sáng tỏ nó.

## Nhân vật
Tokisaka Reiji (時坂 玲人)
Lồng tiếng bởi: Takeuchi Ryota (visual novel - phiên bản HD lồng tiếng đầy đủ), Suwabe Junichi (OVA)
Nhân vật chính của series và là một thám tử tư chuyên điều tra các vụ án giết người tàn nhẫn. Trước các sự kiện xảy ra trong trò chơi, Reiji làm việc trong lực lượng cảnh sát nhưng sau đó anh buộc phải nghỉ việc sau cái chết của vị hôn thê Yukiko; anh sống cùng với em gái mình là Yukari (một học sinh tại Học viện Ouba), người mà anh hết mực quan tâm và muốn đảm bảo rằng không có điều gì xấu xảy ra với cô ấy. Reiji không thường xuyên ở nhà do công việc; anh thích đọc sách lịch sử khi rảnh rỗi ngay cả khi ở văn phòng. Trong một lần điều tra án mạng, Reiji trở thành giáo viên thay thế tạm thời dạy lịch sử tại cùng trường mà em gái anh theo học.
Tokisaka Yukari (時坂 紫)
Lồng tiếng bởi: Mizusawa Kei
Em gái của Reiji và là học sinh trung học tại Học viện Nữ sinh Ouba. Yukari là người mang phong cách cổ điển, đáng tin cậy, cô rất thân thiết với anh trai mình và thường chăm sóc anh ngay cả khi anh không hứng thú với việc nhà. Cô hay lo lắng khi anh trai mỗi khi Reiji phải ra ngoài và giải quyết công việc. Giống như Reiji, Yukari rất ham học, cô đặc biệt quan tâm đến côn trùng học, điều này khiến cho một số người bao gồm cả anh trai cô ấy đôi lúc sợ hãi về nó. Cô có một bộ sưu tập khổng lồ về một số loại côn trùng trong phòng ngủ của mình. Yukari là thành viên của câu lạc bộ nghệ thuật trong trường cô đang theo học.
Kuchiki Touko (朽木 冬子 Kuchiki Tōko)
Lồng tiếng bởi: Maeda Kei
Một nữ sinh trung học bí ẩn gặp Reiji với yêu cầu giúp cô tìm được "con người thật" của mình. Giống như Yukari, Touko theo học Học viện Nữ sinh Ouba, là bạn học cùng lớp và là thành viên của câu lạc bộ nghệ thuật của trường; mặc dù là một trong những học sinh nổi tiếng nhất trường, Touko thật ra đang che giấu bí mật mà không một ai biết. Touko là khách quen của quán cà phê Nguyệt Giới (Moon World), một nhà hàng/quán bar điều hành bởi Kyoko (một góa phụ đã mất chồng trước khi các sự kiện trong trò chơi xảy ra).
Mizuhara Touko (水原 透子 Mizuhara Tōko)
Lồng tiếng bởi: Yoshida Mimi
Bạn thân và bạn cùng lớp của Kuchiki Touko ở trường. Hai người có cùng tên nhưng cách đánh vần khác nhau, cả hai thường dành thời gian và đi chơi với nhau. Do xuất thân nghèo khó và phải sống trong ngôi nhà tồi tàn, cô bị mặc cảm tự ti trầm trọng, vì điều này cô ghét cha mẹ mình, bản thân cũng như những người xung quanh cô. Tương tự hầu hất mọi người ở trong trường, cô rất yêu mến Kuchiki Touko vì Touko là một trong số ít người không bận tâm đến hoàn cảnh của cô. Kể từ lần đầu tiên cô gặp Reiji trong chuyến đi chơi thực địa với trường, cô đã có mối hận thù sâu sắc với anh vì nghĩ rằng Reiji muốn cướp bạn cô.
Yosomiya "Tojiko" Tsuzuriko (四十宮 "トージコ" 綴子)
Lồng tiếng bởi: Aoi Hinata
Tsuzuriko là một nhà văn đầy tham vọng và cô là bạn thân/bạn cùng lớp của Yukari tại trường, cô đóng vai trò là comic relief trong OVA lẫn visual novel. Cô là một người luôn vui vẻ, hiếu động và cô đã xuất bản nhiều tác phẩm trên các tạp chí văn học nổi tiếng khác nhau đồng thời giữ kín việc này với mọi người ở trường. Cô thường được Reiji gọi là "Tojiko" vì anh cho rằng tên của cô khó phát âm và điều này khiến cô thất vọng.
Tsukishima Orihime (月島 織姫)
Lồng tiếng bởi: Kawashima Rino (visual novel)
Chủ tịch hội học sinh của Học viện Ouba. Cô là một học sinh tài giải, xuất thân từ một gia đình quyền lực giàu có; sức hút của cô khiến cô trở thành thần tượng của nhiều học sinh trong trường.
Uozumi Kyozo (魚住 夾三 Uozumi Kyouzou)
Lồng tiếng bởi: Ozaki Jun
Bạn thân của Reiji đồng thời là đồng nghiệp cũ ở sở cảnh sát. Anh và Reiji biết lẫn nhau khi họ còn là học viên ở học viện cảnh sát nơi cả hai cùng tham gia lực lượng và làm việc với cùng cấp trên. Kể cả sau khi Reiji từ chức trong lực lượng cảnh sát, anh vẫn thường nhờ đến sự giúp đỡ của Reiji để giái quyết các vụ án. Anh cũng là khách quen ở quán Cafe Nguyệt Giới và anh thầm thích cô chủ quán, Kyouko.
Hazuki Kyoko (葉月 杏子 Hazuki Kyouko)
Lồng tiếng bởi: Kawaragi Shiho
Một góa phụ quán lý quán Cafe Nguyệt Giới và là người quen của Reiji của Uozumi (hai người đều là khách quen của cô). Cô là một trong số ít người biết đến quá khứ bi kịch của Reiji và cô cũng là bạn cũ của vị hôn thê quá cố của anh. Vì cả hai đều đã mất đi người quan trọng và đặc biệt đối với mình nên họ có thấu hiểu lẫn nhau sâu sắc. Quán cà phê của cô có rất nhiều khách quen trong đó có Uozumi và Kuchiki Touko.
Amemiya Hatsune (雨宮 初音)
Lồng tiếng bởi: Miyabi Himeno
Một bồi bàn của quán Cafe Nguyệt Giới, người từng làm giúp việc tại nhà thổ có tên là Yukishiro; khi cơ sở này bị đóng cửa, Bà Ujaku nhận nuôi Hatsune và đặt tên cô là Amemiya. Cô học cách viết từ Shugo khi cả hai còn sống chung ở nhà thổ Yukishiro, chính vì thế cô thường nổi điên lên khi ai đó nói xấu về anh.
Mamiya Shinji (マミヤ 真司)
Lồng tiếng bởi: Yagami Daisuke
Còn được biết đến với bút danh của mình, Katsugari Shin 葛城 シン (Katsuragi Shin) hay ngắn gọn là Katsuragi-sensei, anh là một trong những nhân vật phản diện chính của series. Anh là một tiểu thuyết gia nổi tiếng và là tác giả của "Shell of Sheol", một trong những quyển sách được xuất bản nổi tiếng nhất của anh. Hầu hết mọi người đều không biết rằng anh chính là một kẻ giết người hàng loạt.
Akazaki Nene (朱崎 寧々)
Lồng tiếng bởi: Hamura Nao
Một y tá tại Học viện Nữ sinh Ouba.
Kuchiki Chizuru (朽木 千鶴)
Lồng tiếng bởi: Nishiguchi Yuka
Mẹ của Touko; cô là kiểu người u ám và trầm tính, Chizuru thường dành toàn bộ thời gian cho việc nhà.
Kuchiki Fumiya (朽木 文弥)
Lồng tiếng bởi: Okazaki Masahiro
Người chú điềm tĩnh và thân thiện của Touko. Fumiya rất quan tâm đến cháu gái của mình vì cô là người quý giá nhất đối với anh.
Kuchiki Yasutada (朽木 靖匡)
Lồng tiếng bởi: Umanami Kouta
Ông nội của Touko, ông dường như luôn gắt gỏng. Ông cũng là bác sĩ trưởng của một bệnh viện địa phương.
Kusaka Tatsuhiko (日下 達彦)
Lồng tiếng bởi: Hirono Daichi
Một giáo viên chủ nhiệm tại Học viện Ouba. Anh là một người rất khiêm tốn và không nổi bật. Anh thường khuyên Reiji rằng nội quy của trường không cho phép anh em tương tác nhiều. Tuy nhiên, Tatsuhiko tỏ ra thông cảm với Reiji khi anh phải đối đầu với những học sinh dường như vô cảm và không để lộ thông tin cá nhân nào.
Maris Stella (マリス・ステラ Marisu Sutera)
Lồng tiếng bởi: Akishiro Yuzuki
Một người bạn mang nửa dòng máu Nhật Bản của Reiji, cô làm hướng dẫn viên du lịch tại bảo tàng nghệ thuật mà Reiji và các học sinh đến thăm trong chuyến đi thực địa của trường.
Mizuhara Mio (水原 未央)
Lồng tiếng bởi: Kusamura Kei
Mẹ của Mizuhara Touko.
Mori Yorutsuki (森 夜月)
Lồng tiếng bởi: Munakata Jin
Một nhiếp ảnh gia chuyên nghiệp trẻ tuổi. Yorutsuki là bạn rất thân của Yui trước khi cô mất tích.
Saeki Tokio (佐伯 時生)
Lồng tiếng bởi: Umanami Kouta
Phó hiệu trưởng của Học viện Nữ sinh Ouba, đồng thời là giáo viên cố vấn của câu lạc bộ nghệ thuật. Ông thuê Reiji để tìm kiếm những học sinh mất tích ở trường mình và cầu xin anh tiến hành điều tra trong khuôn viên trường để ngăn chặn thêm bất kỳ vụ việc mất tính nào.
Murase Naoki (村瀬 直己)
Lồng tiếng bởi: Hirono Daichi
Một bác sĩ tâm thần tại bệnh viện thuộc sở hữu của gia đình Kuchiki.
Saito Tamaki (西藤 環)
Lồng tiếng bởi: Ikeda Tomoaki
Một bác sĩ tâm thần tại bệnh viện thuộc sở hữu của gia đình Kuchiki.
Sato Ayumu (佐東 歩 Satou Ayumu)
Lồng tiếng bởi: Kawaragi Shiho
Bạn thân và bạn cùng lớp của Yui. Cô thường xuyên tình cờ gặp Yukari và các thành viên câu lạc bộ nghệ thuật. Ayumu trở nên chán nản sau khi bạn mình mất tích và kết quả là cô không còn nói chuyện với người khác nhiều như trước.
Takashiro Natsume (高城 夏目)
Lồng tiếng bởi: Tanaka Ryoko
Một nhân viên khám nghiệm tử thi không cho phép bất cứ ai gọi cô bằng bất cứ tên nào ngoại trừ "Natsume-san". Mặc dù cô ấy có thể khá mờ ám trong lời nói và hành động của mình, nhưng kỹ năng của cô ấy là điều không cần bàn cãi. Reiji gặp cô trong thời gian anh tham gia lực lượng và vẫn thường hỏi cô để biết những thông tin quan trọng. Tuy nhiên, anh cố gắng tránh cô càng xa càng tốt vì cô thường đòi hỏi "thứ gì đó" để đổi lấy thông tin.
Takashiro Shugo (高城 秋五 Takashiro Shuugo)
Lồng tiếng bởi: Kishiri Tooru
Một thám tử tư có văn phòng tại Ueno. Anh từng làm việc với Reiji và Uozumi và vẫn giúp đỡ hai người khi cần thiết. Anh kết hôn với Kazuna, một khách hàng cũ. Vì hiện cô đang mang thai nên Shugo tập trung vào những nhiệm vụ ít nguy hiểm như điều tra những vụ ngoại tình và tìm kiếm người giúp đỡ để cô bớt lo lắng hơn.
Yaginuma Ryoichi (八木沼 了一 Yaginuma Ryouichi)
Lồng tiếng bởi: Harada Tomotaka
Một sĩ quan cảnh sát và là thành viên của đội điều tra vụ giết người hàng loạt bí ẩn giết người ở Ueno. Sau khi vụ án được giải quyết, anh được thuyên chuyển và thăng chức trở thành sĩ quan cảnh sát của Cơ quan Cảnh sát Quốc gia trong series Kara no Shōjo.
Yamanouchi Koharu (山ノ内 小春)
Lồng tiếng bởi: Takashiro Mitsu
Một bác sĩ sản khoa tại Viện nghiên cứu Bệnh lý Kuchiki. Cô là người hiền lành, có thái độ nghiêm túc và quan tâm đến mọi người. Cô thường giúp đỡ Reiji trong việc điều tra của anh. Do số lượng bác sĩ hạn chế nên cô thường phải giúp đỡ những việc khác ngoài lĩnh vực của mình.
Nishizono Yui (西園 唯)
Lồng tiếng bởi: Kasumi Ryou
Học sinh lớp dưới của Yukari và Touko và là bạn thân của Ayumu. Cô ấy là một trong những nữ sinh mất tích của học viện.
Takashiro Kazuna (高城 和菜)
Lồng tiếng bởi: Akishiro Yuzuki
Một nữ diễn viên kịch nổi tiếng. Cô từng trải qua những chuyện kinh hoàng trong quá khứ nhưng rồi ổn định cuộc sống và kết hôn với Shugo. Cô trở thành một người điềm tĩnh và trưởng thành hơn sau khi kết hôn. Do đang mang thai nên hiện tại cô đang tạm nghỉ việc. Mặc dù cô ở nhà hầu hết thời gian nhưng thỉnh thoảng cô ấy vẫn ghé qua văn phòng của Shugo để giúp đỡ anh.
Miyama Yukiko (深山 由紀子)
Vị hôn thê quá cố của Reiji, người bị sát hại bởi Rokushiki Makoto rất lâu trước khi các sự kiện trong series diễn ra.

## Phát triển
Kara no Shōjo được phát triển bởi Innocent Grey với ý tưởng ban đầu của Sugina Miki.
Một buổi thử giọng cho vai lồng tiếng của năm nhân vật nữ chính của Kara no Shōjo được tổ chức vào tháng 1 năm 2008. Có 254 ứng viên đã tham dự buổi thử giọng.
Vào năm 2011, Innocent Grey thông báo phần tiếp theo của Kara no Shōjo có tựa đề tạm thời là Kara no Shōjo 2 (殻ノ少女2). Tựa đề cuối cùng được đổi lại thành Kara no Shōjo: The Second Episode (虚ノ少女 Uro no Shōjo) và phát hành vào ngày 8 tháng 2, 2013. Phần cuối cùng, Kara no Shōjo: The Last Episode (天ノ少女 Ama no Shōjo), được phát hành tại Nhật Bản vào ngày 225 tháng 12, 2020.

## Lịch sử phát hành
Kara no Shōjo phát hành bản demo vào ngày 4 tháng 5, 2008 và bản đầy đủ được phát hành vào ngày 4 tháng 7, 2008. Các bản đặt hàng trước của trò chơi sẽ được tặng kèm một hộp đựng độc quyền và một cuốn sách minh họa dài 82 trang.
Phiên bản tiếng Anh của Kara no Shōjo được phát hành vào ngày 29 tháng 6, 2011, với sự hợp tác giữa MangaGamer và tlwiki. Trò chơi có thể được mua và tải xuống từ trang web MangaGamer và Steam. MangaGamer phát hành Kara no Shoujo: The Second Episode bản tiếng Anh vào ngày 30 tháng 10, 2015.
Phiên bản HD remaster của trò chơi được phát hành ở Nhật Bản vào ngày 20 tháng 12, 2019. Shiravune sẽ phát hành trò chơi bản tiếng Anh và tiếng Trung với tựa đề The Shell Part I: Inferno vào ngày 28 tháng 7, 2023 cùng với hai phần khác vào ngày tiếp theo. Trò chơi sẽ bao gồm bản dịch mới được thực hiện bởi John Hooper, độc quyền trên MangaGamer.

## Âm nhạc
Âm nhạc của trò chơi được sáng tác bởi Manyo. Ca khúc mở đầu của Kara no Shōjo có tên là "Ruri no Tori" (瑠璃の鳥 lit. Azure Bird) trình bày bởi Shimotsuki Haruka. Một bản tổng hợp soundtrack của trò chơi có tên là Azure được phát hành cùng ngày game ra mắt vào ngày 4 tháng 7, 2008.

## Đón nhận
Vào khoảng thời gian tháng 6 năm 2008, một tháng trước Kara no Shōjo phát hành vào ngày 4 tháng 7, 2008, trò chơi đứng thứ sáu về số lượng đặt trước trò chơi PC toàn quốc tại Nhật Bản.

## Chuyển thể
Hai tập phim OVA hentai dựa trên trò chơi được MS pictures sản xuất và phát hành vào năm 2010.
Vào ngày 3 tháng 1, 2023, một nhà phân phối truyền thông quốc tế độc lập của Mỹ Media Blasters đã thông báo trên trang Twitter chính thức của họ rằng bản OVA lồng tiếng Anh đang được dự kiến phát hành dưới dạng video gia đình vào cuối mùa đông năm 2023 tại Mỹ với sự tham gia của các diễn viên lồng tiếng đáng chú ý như Naika Yara. Đĩa được phát hành chính thức vào ngày 28 tháng 2, 2023 dưới dạng Blu-ray và DVD ở định dạng không cắt và không bị kiểm duyệt.